# 内田百香
内田 百香（うちだ ももか、1985年1月28日 - ）は、日本の女優。富山県富山市出身。2021年より内田 もも香（うちだももか）より改名。
元宝塚歌劇団宙組娘役。宝塚時代の芸名は愛紗 もも（あいさ もも）。富山県立富山女子高等学校出身。夫は政治家で衆議院議員の田畑裕明。

## 略歴
- 2001年、宝塚音楽学校入学。
- 2003年、第89期生として宝塚歌劇団に入団。入団時の成績は45番。同期に夢咲ねね、明日海りおなどがいる。月組公演「花の宝塚風土記 -春の踊り-／シニョール ドン・ファン」で初舞台。5月に宙組へ配属。
- 2005年、「炎に口づけを/ネオ・ヴォヤージュ」の千秋楽で退団。
- 2012年末より富山県下新川郡朝日町にある実家のカフェを経営し[2]、「とやまふるさと使節」も務めながら、女優業とローカルタレントの両立をしている[3]。
- 2015年、富山西警察署で「地域安全ふるさと大使」が創設され、第1弾のふるさと大使に任命される[4]。
- 2016年、富山県朝日町の「あいのトキめき大使」に就任[5]。
- 2016年11月3日、サイクリングイベントで出会った自民党所属の衆議院議員（富山県第1区選出）の田畑裕明と入籍[6]。
- 2017年5月30日に男の子を出産。

## 出演

### テレビドラマ
- 水戸黄門（TBS / C.A.L）
  - 第36部 第6話「印籠の故郷守る師弟愛 -輪島-」（2006年） - ゆり 役
  - 第37部 第15話「三下り半は御免蒙る -宮古-」（2007年7月16日） - 楓 役
  - 第39部 第9話「猫だけが知っていた -伊万里-」（2008年12月8日） - お園 役
  - 第42部 第5話「暴かれたヒスイの謎 -糸魚川-」（2010年） - 美野 役
- Good Job〜グッジョブ（2007年、NHK）
- 熱血ニセ家族（2007年、TBS） - 笠井さくら 役
- 水曜ミステリー9（テレビ東京）
  - 鉄道警察官・清村公三郎4 「SL貴婦人 殺意の小京都」（2007年7月11日） - 園田真由子 役
  - 鉄道警察官・清村公三郎7 「秩父長瀞～連続殺人レール」（2011年10月5日） - 清村あずさ 役
  - 鉄道警察官・清村公三郎10 「SL大井川殺人ルート」（2013年6月12日） - 清村あずさ 役
- 土曜ワイド劇場
  - 家政婦は見た! 第26作（2008年、テレビ朝日） - 宮木由佳 役
  - 検事・朝日奈耀子第9作（2010年、テレビ朝日） - 真紀 役
- 金曜プレステージ
  - 所轄刑事シリーズ（2008年 - 2013年、フジテレビ） - 本田マリコ 役
- その男、副署長〜京都河原町署事件ファイル〜第2シリーズ（2008年、テレビ朝日）
- スーパー戦隊シリーズ（テレビ朝日）
  - 侍戦隊シンケンジャー 第三十一幕（2009年9月27日） - 山崎彩 役
  - 特命戦隊ゴーバスターズ 第24話（2012年8月5日） - 設楽キョウコ 役
- おみやさん 第6シリーズ 最終回スペシャル（2009年3月19日、テレビ朝日） - 木島めぐみ 役
- 月曜ゴールデン
  - 萬屋長兵衛の隅田川事件ファイル2（2010年、TBS）- 彩花 役
  - 美食カメラマン　星井裕の事件簿2～京都 源氏物語 華の道の殺人～（2011年、TBS） - 花乃坊由美 役
  - 捜し屋★諸星光介が走る!7（2014年8月11日、TBS） - 江藤アスカ 役
- 京都地検の女 第7シリーズ 第5話（2011年8月18日、テレビ朝日） - 小原圭子 役
- 秘密諜報員 エリカ 第7話（2011年11月17日、読売テレビ） - 川瀬聡美 役
- 眠れる森の熟女 第5話（2012年10月2日、NHK） - 高岡可南子 役
- 神谷玄次郎捕物控 第1話（2014年4月4日、NHK BSプレミアム） - お糸 役
- 刑事7人 第5話（2015年8月12日、テレビ朝日） - 羽田美樹 役

### 映画
- 真白の恋（2017年2月公開） - 富山県観光課の職員・新井みずき 役
- 列島分裂-東西10年戦争_第１章、第2章 谷内二郎の妻なるみ。(2016)

### テレビ
- 内田もも香のゴルフに行こうよ！（富山テレビ）

### ラジオ
- 内田もも香のももcafe〜あなたのこころに〜（ラジオ・ミュー）